# Industry (Kalifornien)
Industry ist eine Stadt im Los Angeles County im US-Bundesstaat Kalifornien der Vereinigten Staaten.
Die Stadt ist stark industriell geprägt. Das U.S. Census Bureau hat bei der Volkszählung 2020 eine Einwohnerzahl von 264 ermittelt. Industry ist ein Vorort von Los Angeles.

## Wirtschaft
Der Bebauungsplan von Industry orientiert sich in erster Linie an Firmen und Geschäften; die wenigen Wohnhäuser existierten schon vor der Gründung der Stadt.
Industry finanziert sich hauptsächlich durch die Umsatzsteuer der Einkaufszentren innerhalb des Ortes sowie Grundsteuern, weshalb Industry im Los Angeles County mit 1,92 % den höchsten Grundsteueranteil aller Städte hat. Die Unternehmen müssen keine Gewerbesteuer zahlen.
Die Stadt ist ein bekannter Investitionsbereich chinesischer Unternehmer. Viele von ihnen leben in den nahe gelegenen Orten Rowland Heights, Hacienda Heights, West Covina, Diamond Bar und Walnut. Als Import- und Exportzentrum für Computerteile unterhält Industry Verbindungen mit dem asiatischen Markt.

Im Norden befinden sich das Hotel Pacific Palms Resort und ein Golfplatz. Dieser Bereich ist fast komplett von der Stadt La Puente umschlossen.

## Unternehmen
Unter anderem unterhalten folgende Unternehmen Niederlassungen in Industry:
- Biostar
- DirecTV
- FedEx
- Kellwood Company
- Micro-Star International
- Lee Kum Kee